# 14. Streichquartett (Beethoven)

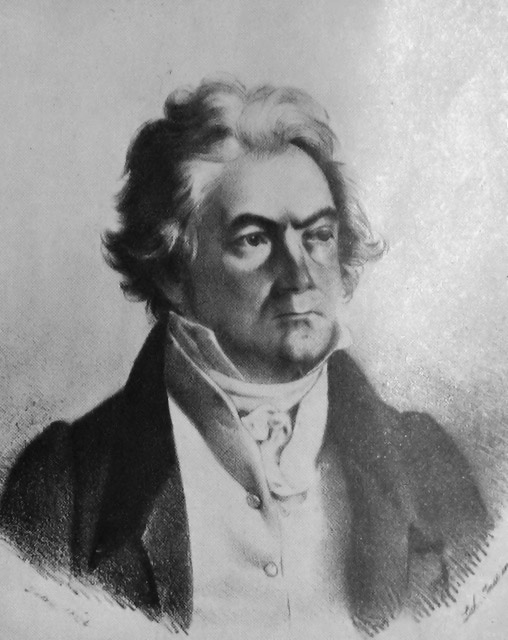
Beethoven-Porträt von Johann Decker aus dem Jahr 1824.

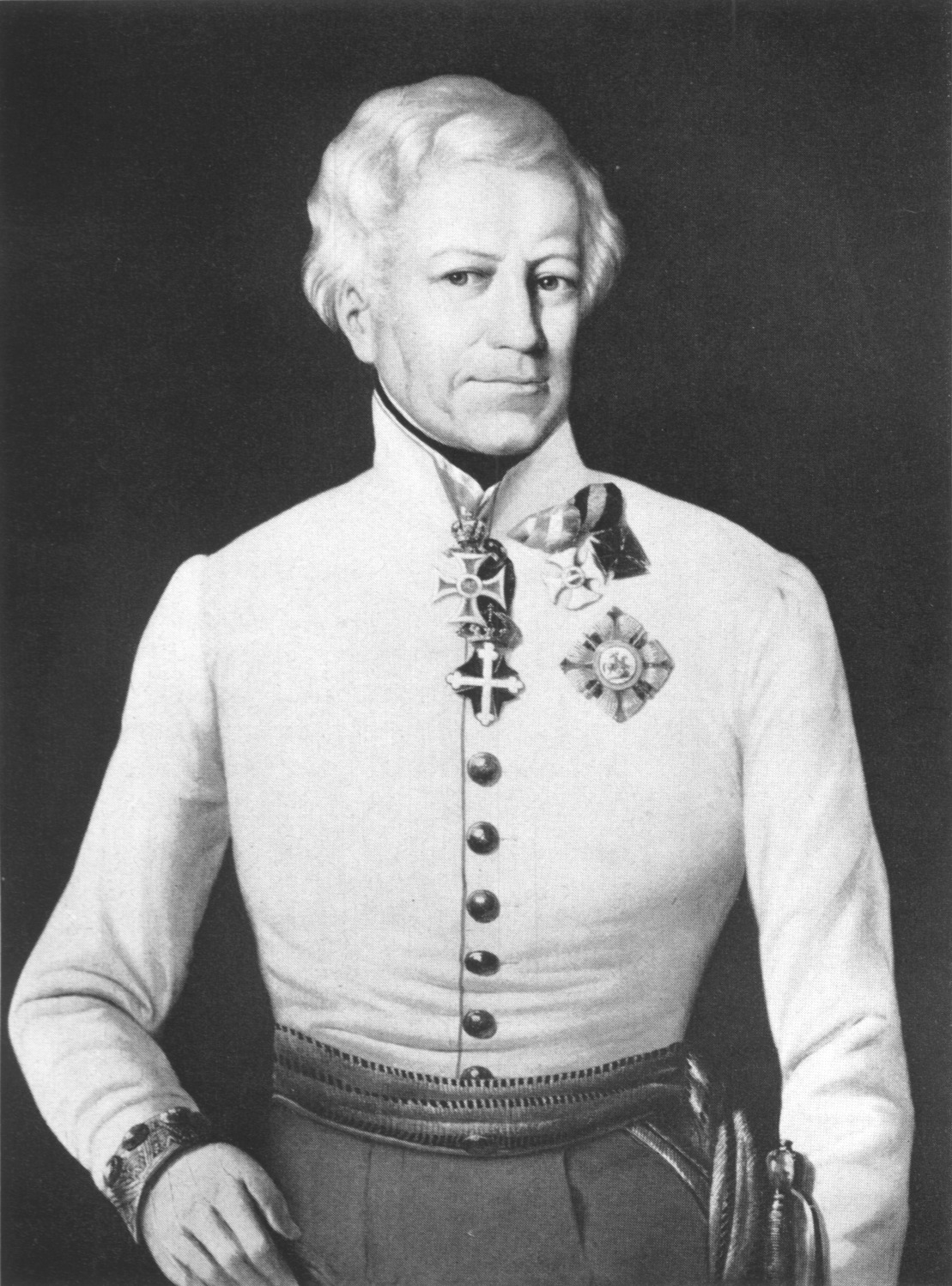
Joseph von Stutterheim, Widmungsträger des Quartetts

Das Streichquartett Nr. 14 cis-Moll op. 131 ist ein Streichquartett von Ludwig van Beethoven.

## Entstehung
Beethoven schrieb sein Streichquartett Nr. 14 von Ende 1825 bis Juli 1826 direkt im Anschluss an das Streichquartett Nr. 13 B-Dur op. 130. Robert Winter schrieb dazu in Bezug auf die „Große Fuge“, als sie noch das ursprüngliche Finale des Quartetts Nr. 13 bildete: “The sketches […] suggest that the composer proceeded directly from the Grosse Fuge to the opening fugue of Op. 131, as if the profound catharsis of the former had released the serene lyrism of the latter.”
Verzögerungen ergaben sich durch eine Erkrankung Beethovens im März. Bereits im Mai erklärte Beethoven gegenüber dem Schott-Verlag in Mainz die Arbeit an dem Quartett für beendet, schickte dieses jedoch erst im August ab. Gegen Ende der Kompositionsarbeiten wurde Beethoven vom Suizidversuch seines Neffen Karl am 30. Juli 1826 erschüttert.
Beethoven vermerkte auf der für den Schott-Verlag revidierten Abschrift: „N. b. Zusammengestohlen aus verschiedenem diesem und jenem.“ Nach Schotts Rückfrage nach der Bedeutung dieses Satzes schrieb Beethoven am 19. August: „Sie schrieben, daß es ja ein original quartett seyn sollte, es war mir empfindlich, aus Scherz schrieb ich daher bey der Aufschrift, daß es zusammen getragen, Es ist Unterdessen Funkel nagelneu“.
Der Schott-Verlag zahlte Beethoven für das Quartett ein Honorar von 80 Dukaten, womit Beethoven für dieses Quartett 30 Dukaten mehr erhielt als für jedes einzelne der drei für den russischen Fürsten Nikolai Borissowitsch Golizyn bestimmten Quartette.
Zunächst beabsichtigte Beethoven, das Quartett seinem Freund und Förderer Johann Nepomuk Wolfmayer zu widmen, widmete es dann aber dem mährischen Feldmarschalleutnant Joseph von Stutterheim: „Es muß dem hiesigen Feldmarschal-Lieutenant Baron v. Stutterheim, dem ich große Verbindlichkeiten schuldig bin, gewidmet werden.“  Dieser betreute den Neffen Karl, der inzwischen zum Militär gegangen war, und stellte im Falle von Karls Eignung dessen Beförderung in Aussicht. Seinem Freund Wolfmayer widmete Beethoven später sein Streichquartett Nr. 16 F-Dur op. 135.

## Satzbezeichnungen
1. Adagio ma non troppo e molto espressivo (cis-Moll)
2. Allegro molto vivace (D-Dur)
3. Allegro moderato (h-Moll – E-Dur)
4. Andante ma non troppo e molto cantabile (A-Dur)
5. Presto (E-Dur)
6. Adagio quasi un poco andante (gis-Moll)
7. Allegro (cis-Moll)

## Zur Musik
Mit den Worten „Das a-Moll-Quartett war fünfsätzig, das B-Dur-Quartett sechssätzig ausgefallen. Das cis-Moll-Quartett bringt es auf sieben Sätze!“ formulierte der Musikwissenschaftler Harry Goldschmidt seine Meinung über die Entwicklung von Beethovens letzten Quartetten (wobei Gerd Indorf hingegen es generell für „irreführend“ hält, die Stücke als Sätze zu bezeichnen). Doch ist die allgemeine Meinung über die Anzahl der Sätze nicht so eindeutig: Während auch der Musikwissenschaftler Johannes Forner von „sieben, wenn auch in Art und Ausdehnung sehr verschiedenartigen Sätzen“ spricht, sieht Theodor Helm in der Nr. 3 keinen eigenständigen Satz (allerdings, ohne dies zu begründen), lässt diese Frage aber für die Nr. 6 offen.
Im Gegensatz zu Beethovens vorangegangenen Quartetten verlieren die Sätze im cis-Moll-Quartett an Eigenständigkeit in dem Sinne, dass im Autograph klare Abtrennungen zwischen den einzelnen Sätzen fehlen. Diese sind erst in der Partiturabschrift für den Schott-Verlag vermerkt. Dementsprechend richtete Karl Holz, zweiter Violinist des Beethoven nahestehenden Schuppanzigh-Quartetts, eine Rückfrage an Beethoven: „Muß es ohne aufzuhören durchgespielt werden? – Aber dann können wir nichts wiederholen! – Wann sollen wir stimmen? – Vor dem Presto …“. Wie Karl Holz 1857 aus seinen Erinnerungen berichten konnte, „wurde trotz aller Vorstellungen wegen des Nachstimmens der Instrumente, und der Ermüdung der Zuhörer, nur eine kurze Pause nach dem Presto E Dur (nicht etwa vor demselben) von Beethoven zugestanden“.
Ebenso haben die Sätze ein unterschiedliches Gewicht: Drei der Sätze haben die Funktion eines Zwischenglieds, während die übrigen vier Sätze den Schwerpunkt des Quartetts bilden. In diesem Sinne meint Hugo Riemann, „dass schließlich nur die üblichen vier Hauptsätze übrig bleiben“, und sieht die übrigen Sätze als „Übergangsglieder“.
Wie Robert Winter, der im Jahr 1982 die umfangreich überlieferten Skizzen zum Streichquartett op. 131 – zum einen für das ganze Werk, zum anderen für das Finale sowie zum dritten Satz – katalogisiert hatte, nachweisen konnte, zog Beethoven im Lauf der Kompositionsarbeit fünf verschiedene Satzpläne für das Werk in Erwägung, bis er sich schließlich für die endgültige Konzeption entschied. Die angedachten Satzpläne sind:
1. Eine cis-Moll-Fuge (1. Satz) mit einem Rezitativ, das zu einem Andante in A-Dur (2. Satz) überleitet, ein D-Dur-Scherzo (3. Satz) sowie ein Finale im Dreiertakt (4. Satz)
2. Fuge in cis-Moll (1. Satz), Allegro in cis-Dur (2. Satz), Finale in cis-Moll (3. Satz); diese Konzeption wäre identisch gewesen mit derjenigen der Klaviersonate Nr. 14 op. 27 Nr. 2 in cis-Moll („Mondscheinsonate“).[12]
3. cis-Moll-Fuge, die nach fis-Moll transformiert wird (1. Satz), Allegro im 6/8-Takt (2. Satz), ein langsamer Satz in A-Dur (3. Satz), ein Scherzo in fis-Moll (4. Satz), ein Finale in cis-Moll (5. Satz). Das Finale dieses Entwurfes hätte das Thema des dritten Satzes des Quartetts Nr. 16 F-Dur op. 135 verwendet.[13]
4. und 5. hatten die Idee einer Fuge als Einleitung des Werkes gemeinsam; für beide Entwürfe hatte Beethoven anspruchsvolle Experimente in den mittleren Sätzen angedacht.

Nach der „Mondscheinsonate“ war das Quartett op. 131 erst die zweite Komposition, in der Beethoven die Tonart cis-Moll einsetzte; er tat es hier des Klangbildes wegen. In Joseph Haydns Schaffen findet sie sich lediglich in dessen Klaviersonate Hob. XVI:36; bei Wolfgang Amadeus Mozart dagegen überhaupt nicht.

### Erster Satz
Der erste Satz ist eine Adagio-Fuge und, wie Richard Wagner meinte, „wohl das Schwermütigste, was je in Tönen ausgesagt worden ist“ und verglich es „mit dem Erwachen am Morgen des Tages […], ‚der in seinem langen Lauf nicht einen Wunsch erfüllen soll, nicht einen!‘ Doch zugleich ist es ein Bußgebet, eine Beratung mit Gott im Glauben an das ewig Gute.“
Dem Satz liegt, wie den ersten Sätzen des Streichquartett Nr. 13 B-Dur op. 130 (und damit auch der „Großen Fuge“) und des Streichquartett Nr. 15 in a-Moll op. 132, eine Viertongruppe zugrunde. Wie im a-Moll-Quartett (gis-a-f-e) verwendet die Viertongruppe (gis-his-cis-a) Leit- und Grundton sowie Quinte und (kleine) Sexte. Emil Platen meint zu der Verwendung der Viertongruppe: „Daraus jedoch ableiten zu wollen, es handle sich um einen Sinnzusammenhang der drei Quartette, um eine Einheit höherer Ordnung, einen ‚riesenhaften Zyklus‘, der dann ja auch eigentlich in ununterbrochener Folge aufgeführt werden müßte, halte ich für verfehlt.“. Lewis Lockwood weist auf die Ähnlichkeit dieses Themas mit dem der Fuge Nr. 4 cis-Moll aus dem ersten Band von Johann Sebastian Bachs „Wohltemperierten Klavier“ hin.
Der Satz erfährt eine polyphone Entwicklung (allerdings in einem schwächeren Ausmaß als die „Große Fuge“, da das Thema nach der Exposition nur noch als Einzelzitat erscheint; es erfolgt lediglich eine Durchführung am Ende der Fuge), bevor er in einer Steigerung endet. Die Polyphonie des Satzes veranlasste den Musikforscher Manfred Hermann Schmid zu der Einschätzung: „Die Fuge gleitet durch verschiedene Tonarten“.

### Zweiter Satz
Der zweite Satz steht im 6/8-Takt und hat Übergangscharakter; das Hauptthema wechselt nach D-Dur. Die Einschätzungen der Interpreten zu diesem Satz schwanken zwischen Sonatensatz ohne Durchführung und „klares Rondo mit vier Refrains“. Laut Meinung des Musikforscher Harry Goldschmidt hat der Satz „nur ein einziges Thema. Beinahe möchte man es als abgeleitetes Seitenthema zu einem nicht vorhandenen Sonatensatz bezeichnen.“ Joseph Kerman wiederum meint: “The lack of serious modulation, contrast, or development, and the whole rhythmic situation, contribute to one underlying quality: flatness”.
In den Tanzcharakter des Satzes mischt sich das cis-Moll der Fuge.

### Dritter Satz
Der dritte Satz Allegro moderato – Adagio besteht aus 11 Takten und setzt mit zwei Tutti-Akkorden h-Moll / Fis-Dur ein. Die Viola leitet im sechsten Takt mit dem fünftönigen Hauptmotiv zum Adagio der restlichen fünf Takte über. Der kurze Satz endet auf der Dominante E-Dur zum folgenden Andante.

### Vierter Satz
Der vierte Satz ist ein Variationensatz in der Subdominantparallele A-Dur und Zentrum des Quartetts. Joseph Kerman beschrieb diesen Variationensatz, im Vergleich mit Beethovens Streichquartett Nr. 12 Es Dur op. 127, in Anspielung an die Schwestern aus Wolfgang Amadeus Mozarts Oper „Così fan tutte“ als „a younger sister, less soul-ful and serious-minded. She is Dorabella rather than Fiordiligi“.
Dem 32-taktigen Themenkomplex liegt ein eintaktiges Motiv zugrunde, abwechselnd von den zwei Violinen gespielt; es wurde bereits im Rezitativ des dritten Satzes angedeutet. Im weiteren Verlauf des Themas sind die Konturen der Viertongruppe erkennbar, was Emil Platen als „allgemeines intervallisches Aufbauprinzip“ beschreibt: „[…] Als gemeinsames Merkmal ergibt sich ein charakteristisches, großes Zentralintervall, das von zwei Sekundintervallen flankiert wird“.
Das Thema ist als solches nur in der ersten Variation und in der Coda sofort erkennbar, in den übrigen Variationen stärker verändert.
Die erste Variation ist von rhythmischen Veränderungen durch Doppelpunktierungen sowie von einer dichteren Polyphonie geprägt, das konstituierende Motiv wird zuerst in den drei Unterstimmen verarbeitet, ab dem neunten Takt beteiligt sich auch die 1. Violine an der „durchbrochenen Motivarbeit“.
Die zweite Variation („Più mosso“) wechselt das Metrum von 2/4 nach 4/4, ist durch die strikte Betonung der vier Viertel im Stil eines „Alla marcia“ gehalten und erinnert an den „Alla marcia“-Satz von op. 132.
Der erste Teil der dritten Variation, der mit „Lusinghiero“ („Umschmeicheln“) betitelt ist, behält im Kopfmotiv die Sekundschritte bei, erweitert den Tonumfang jedoch bis zur Terz cis und den folgenden Abstieg bis zu 6. Tonstufe fis, somit werden aus den ursprünglich vier nun sieben Töne; er enthält eine Reminiszenz an den Kopfsatz von op. 132 und kontrastiert mit dem zweiten Teil der Variation. Dieser entwickelt ein steifes Thema, das laut Kerman „the old schoolroom smell, once again“ ist, „– but perfumed in a quite indescribable way“.
Die vierte Variation (6/8-Takt, Adagio) ist partiell von einer dichten Polyphonie geprägt.
In der fünften Variation (wieder 2/4-Takt, Allegretto) entstehen durch Doppelgriffe bis zu achtstimmige Akkorde (Takte 4, 12), außerdem wird die 2. Hälfte des Themas als wiederholter Achttakter notiert, wobei dadurch ein Takt hinzukommt.
Die sechste Variation im eher seltenen 9/4-Takt „Adagio ma non troppo e semplice“ ist durch die Vorschrift „sotto voce“ sowie Crescendi und Decrescendi in den langen Viertelketten hymnisch gehalten; diese andächtige Stimmung wird durch eine Sechzehntelfigur, ein kurzes Beben fast ausschließlich in zwei Wechselsekunden, im Violoncello gestört.
Die Coda wechselt, deutlicher als die Variationen, zwischen Adagio und Allegretto (Beginn in C-Dur, später in F-Dur). An ihrem Anfang spielt jedes der vier Instrumente ein bis zwei Solotakte, mit bewegten Achteltriolen; danach erklingt die erste Violine erneut mit diesem Motiv. Im Verlauf der Coda deutet sich eine siebte Variation an. In den letzten vier Takten der Coda beenden mehrfache Wiederholungen der letzten beiden Takte des Themas den Satz.

### Fünfter Satz
Der fünfteilige fünfte Satz, dessen lebhafter Cello-Devisendreiklang von einer Generalpause gefolgt wird, hat Scherzocharakter, sein Thema ahmt den Stil eines Kinderliedes nach. Wulf Konold hält Trioreprise und Scherzoreprise für eigenständig, womit der Satz sieben Teile hätte. Das nach dem zweiten Teil erscheinende Trio erklingt nach der ersten Scherzoreprise erneut. Im letzten Teil der Scherzoreprise spielt das gesamte Quartett mit „Sul ponticello“ in einer an Obertönen reichen Bogentechnik. Beethoven hatte sich noch bei Karl Holz versichert, ob diese Technik spielbar sei, was dieser dem Komponisten bejahte.
Joseph Kerman bezeichnet den Satz als „Beethoven’s most child-like scherzo in his most mature and complex work of art“.

### Sechster Satz
Auch der sechste Satz hat mit seinen 28 Takten Überleitungscharakter. Die Viola lässt die Melancholie der das Quartett eröffnenden Fuge wieder aufleben. Die ersten drei Töne der Viola stellen eine Umkehrung der ersten drei Töne des Fugenthemas dar. Ebenso melancholisch ist der Dialog der oberen drei Instrumente.
Am Anfang und am Ende (?) dieses Satzes stehen Fermaten, so dass auch nur an diesen Stellen des Quartetts Pausen möglich sind.
Verschiedentlich wurde darauf hingewiesen, dass Beethoven in diesem Satz die traditionelle Melodie des jüdischen Kol Nidre, des Reinigungsgebetes für den Yom Kippur, aufgegriffen hat. Wie er genau dazu kam, war immer wieder Gegenstand intensiver Debatten, ist aber bis heute ungeklärt.

### Siebter Satz
Der siebte Satz ist der einzige Sonatensatz des Quartetts. (Einen einzigen Satz in Sonatensatzform innerhalb eines Quartetts gibt es in Beethovens Quartettschaffen nur noch im Es-Dur-Quartett op. 74; in letzterem handelt es sich um den Kopfsatz.) Trotz der klassischen Sonatensatzform findet ein Schwerpunkt der thematischen Arbeit erst in der Coda statt.
Der Hauptthemenkomplex besteht aus drei Themen: Das erste Thema hat eher den Charakter eines Motivs, das zweite Thema ähnelt dem Kontrasubjekt der „Großen Fuge“, das dritte Thema hat klagenden Charakter. In allen drei Themen finden sich die beiden kleinen Sekunden des Viertonmotivs. Das Doppelfugato der Durchführung hat ein ähnlich starkes Pathos wie die „Große Fuge“.
Der Ablauf der Reprise hat den Charakter des klassischen Sonatensatzes; die Reprise selbst setzt jedoch eher als erwartet ein. In der Reprise erscheint das Hauptthema als neues Doppelfugato.
Die 127 Takte lange Coda führt den Prozess der Durchführung fort (ein einmaliges Phänomen in den Streichquartetten Beethovens). Zweimal versucht die erste Violine vergeblich, von cis-Moll nach D-Dur auszubrechen. Am Ende der Coda muss sich das Hauptthema dem klagenden Thema geschlagen geben.
Manfred Hermann Schmid zufolge ist das Finale „von einer zweiten Form überlagert, dem Rondo“. Gerd Indorf hingegen sieht in den von Schmid angeführten Gesichtspunkten wie einen zu frühen Einsatz der Reprise und der einzigen kompletten Wiederholung des Themas am Anfang der Durchführung keine zwingenden Argumente für ein Rondo und gegen einen Sonatensatz. Indorfs Meinung nach dienen die Abweichungen vom traditionellen Sonatensatzschema vielmehr der Betonung der Kontraste sowie der Verlagerung des Höhepunktes an das Satzende.
Während Wilhelm von Lenz das Finale als „Ankerauswerfen im Zeit-, Raum- und Sorgenlosen Jenseits“ bezeichnete, schrieb der Komponist Richard Wagner über diesen Satz:

„Das ist der Tanz der Welt selbst: wilde Lust, schmerzliche Klage, Liebesentzücken, höchste Wonne, Jammer, Rasen, Wollust und Leid; da zuckt es wie Blitze, Wetter grollen: und über allem der ungeheuere Spielmann, der alles zwingt und bannt, stolz und sicher vom Wirbel zum Strudel, zum Abgrund geleitet: – er lächelt über sich selbst, da ihm dieses Zaubern doch nur ein Spiel war. – So winkt ihm die Nacht. Sein Tag ist vollbracht –“

## Wirkung
Nach dem Misserfolg der „Großen Fuge“ sträubte Beethoven sich zunächst gegen jegliche Aufführung des cis-Moll-Quartetts, obwohl sein Umfeld auf eine Uraufführung drängte: „Thun Sie uns das nicht an! Warum soll es denn anderswo früher gehört werden als hier?“ meinte Karl Holz, denn er und seine Kollegen meinten: „Wir wollen, wir müssen es hören“. Auch Neffe Karl meinte: „Ich glaube aber auch, daß es ein Schaden wäre, wenn man die (neuen Quartette) in Berlin eher hörte als hier“.
So änderte Beethoven Ende August seine Meinung und schrieb am 29. September 1826 an den Schott-Verlag: „Das Werk wird in Kurzem zum Vortheil eines Künstlers gegeben werden“ (dies Vorhaben sollte zu Beethovens Lebzeiten auf Grund seiner zum Tode führenden Erkrankung nicht mehr möglich werden). In der Zwischenzeit holte Karl Holz bei Beethoven Auskünfte bezüglich der Aufführung ein.
Kurz nach Beethovens Tod wurde im Juni 1827 die Stimmausgabe und im Februar 1828 die Partitur veröffentlicht; beide erschienen im Schott-Verlag.
Die Uraufführung fand am 5. Juni 1828 in Halberstadt durch das Quartettensemble der Gebrüder Müller sen. statt. Im selben Jahr erschien in der „Allgemeinen musikalischen Zeitung“ eine Rezension des Quartetts durch Johann Friedrich Rochlitz. Jene, die „durch Musik sich nur amüsirn – einen angenehmen Zeitvertreib schaffen wollten“, sollten „auf jene neueste Werke Beethovens [zu] verzichten“. Alle anderen sollten „mit Sammlung und gutem Willen, möglichst ohne Vorurtheil […], mit bedeutenden, aber nicht falschen, und auch nicht allzusehr in’s Allgemeine und Unbestimmte hinaus laufenden Erwartungen“ an das Werk herangehen. Doch müsse man es mehrfach hören, um es zu verstehen: „Dann lasse sie sich gefallen, dass bald fast nur zu unbestimmten Spiele ihre Phantasie in Bewegung gesetzt wird; sie lasse sich’s gefallen, […] bis sie mit dem Werke näher bekannt worden ist“.
Dirigent und Komponist Ignaz von Seyfried kam im Laufe desselben Jahres zu folgendem Ergebnis: „Unbezweifelt war der Autor in einer seelenkranken Stimmung, mit sich selbst zerfallen, wohl gar von peinigender Misanthropie heimgesucht“.
Laut Aussage von Karl Holz hielt Beethoven das cis-Moll-Quartett für sein bestes („Später erklärte er doch für sein größtes, das cis-Moll-Quartett“). Wie der österreichische Musikwissenschaftler Otto Erich Deutsch berichtete, soll Franz Schubert begeistert auf das Quartett reagiert haben, als es am 14. November 1828 (fünf Tage vor seinem Tod) durch Karl Holz, Karl Gross, Baron König und einem unbekannten vierten Spieler unter Anwesenheit des Komponisten Johann Doležalek für ihn gespielt wurde.
Eine öffentliche Wiener Erstaufführung fand erst 1835, acht Jahre nach Beethovens Tod, durch das Quartettensemble von Leopold Jansa mit Karl Holz statt, der möglicherweise die Bratsche spielte.
Der amerikanische Dirigent Leonard Bernstein (1918–1990) spielte das Stück 1977 nach einer Orchesterfassung von Dimitri Mitropoulos mit 60 Streichern der Wiener Philharmoniker ein und bezeichnete es unter allen seinen Aufnahmen als sein Lieblingsalbum.